# Wiktor Iwanowitsch Murawlenko

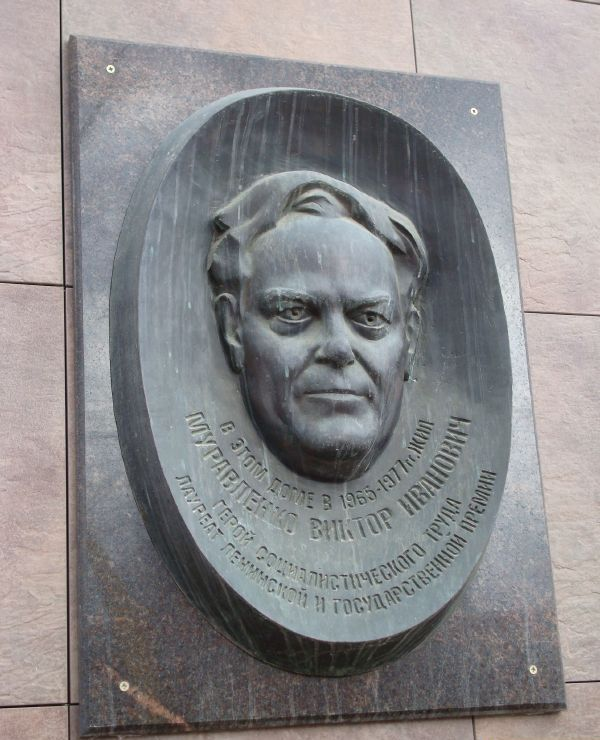
Wiktor Iwanowitsch Murawlenko (Murawlenkos Wohnhaus Leninstr. 65, Tjumen)

Wiktor Iwanowitsch Murawlenko (russisch Виктор Иванович Муравленко; * 12. Dezemberjul. / 25. Dezember 1912greg. in der Staniza Nesamajewskaja, Rajon Pawlowskaja; † 15. Juli 1977 in Moskau) war ein sowjetischer Geologe, Manager und Hochschullehrer.

## Leben
Murawlenko, Sohn eines Landarztes, begann 1930 als Motorist in Tschetscheno-Inguschetien zu arbeiten. Er studierte am Erdöl-Institut Grosny mit Abschluss 1936 als Ingenieur für Erdöl- und Erdgas-Bohrungen. 1936–1937 diente er als Einjährig-Freiwilliger in der Roten Armee mit Ausbildung in einer Kommandeur-Schule.
Ab 1937 arbeitete Murawlenko in Sysran in der Bohrwerkstatt des Erdöl-Trusts Sysranneft, worauf er zum Direktor des Bohrkontors Sysran ernannt wurde. 1940 wurde er Mitglied der KPdSU. 1940–1946 war er Bohrkontor-Direktor, Prospektionschef, Chefingenieur des Trusts und Chef der Abteilung für Produktion und Bohrung des Erdöl-Kombinats auf Sachalin. Er führte neue Bohrtechniken ein. In Sumpfgebieten ließ er für die Versorgung der Bohrstellen in den Wintern Eisstraßen anlegen, indem Straßen mit Holzabfällen bedeckt und bewässert wurden.
1949 leitete Murawlenko den Erdöl-Trust Stawropolneft und dann den Verbund Kuibyschewneft. Unter seiner Leitung wurde die Muchanowo-Erdöl-Lagerstätte in der Oblast Kuibyschew erschlossen.
1960–1965 war Murawlenko Vizevorsitzender des Kuibyschew-Volkswirtschaftsrats und Verwaltungschef der Erdöl-Industrie des Mittelwolga-Volkswirtschaftsrats.
Ab 1965 arbeitete Murawlenko in der Oblast Tjumen. Im September 1965 wurde er Chef der Tjumen-Produktionshauptverwaltung für die Erdöl- und Erdgas-Industrie Glawtjumenneftegas des Volkswirtschaftsrats der RSFSR. Damit gehörte er zu den Gründern der wichtigen westsibirischen Energiebasis der UdSSR. Er steuerte den Industrieaufbau und entwickelte die Infrastruktur. Die wissenschaftliche Basis für diese Entwicklungen resultierte aus den Forschungsarbeiten vieler Geologen, deren Ergebnisse der Geophysiker Wladimir Wladimirowitsch Ansimow zusammenführte.
Murawlenko lehrte in der Erdölindustrie-Fakultät des Polytechnischen Instituts Kuibyschew und am Lehrstuhl für Bohrungen des Industrie-Instituts Tjumen.
Murawlenko war gewähltes Mitglied des Oblast-Tjumen-Komitees der KPdSU, Delegierter dreier KPdSU-Kongresse und Abgeordneter des Obersten Sowjets der UdSSR.
Nach Murawlenkos Tod wurde sein Erster Stellvertreter Felix Grigorjewitsch Arschanow Leiter des Glawtjumenneftegas.
Murawlenko war verheiratet und hatte zwei Söhne.
Murawlenkos Namen tragen die Stadt Murawlenko, die Mittelschule in Parfjonowo in der Oblast Tjumen, ein Gebirgspass im Suntar-Chajata-Gebirge, Straßen in Tjumen und Schiguljowsk, ein auf einer Werft in Helsinki gebautes Bohrschiff, eine Erdöl-Lagerstätte im Norden der Oblast Tjumen auf Vorschlag Farman Salmanows, eine Tupolew Tu-154 (2007) und später eine Boeing 737-800 der UTair und der Flughafen Nischnewartowsk.

## Ehrungen, Preise
- Leninorden (1949, 1959, 1966, 1976)[1]
- Held der sozialistischen Arbeit (1966)[1]
- Leninpreis im Bereich Technik (1966 zusammen mit Kiamil Bekirowitsch Aschirow, Alexander Iwanowitsch Gubanow, Wenedikt Iwanowitsch Kolganow, Michail Grigorjewitsch Ossipow, Boris Fjodorowitsch Sasonow, Michail Leontjewitsch Syrgutschow, Pjotr Wassiljewitsch Iwanow, Dsandar Awsimaichowitsch Takojew, Issaak Lasarewitsch Chanin und Alexander Sacharowitsch Dubinin für die wissenschaftliche Begründung und praktische Einführung des Blocksystems der Erdöllagerstättenentwicklung der Oblast Kuibyschew)[1]
- Orden der Oktoberrevolution (1971)
- Staatspreis der UdSSR im Bereich Technik (1972 zusammen mit Assan Abdullajewitsch Assan-Nuri, Midchat Nasifullowitsch Safiullin, Walentin Georgijewitsch Grischin, Marat Ottowitsch Krist, Alexander NikiforowitschWojewoda, Wiktor Nikolajewitsch Kolomazki, Awsalitdin Isjagullowitsch Isjangulow, Wassili Wissarionowitsch Rechwiaschwili, Achat Kabirowitsch Sabirsjanow, Wassili Grigorjewitsch Kalinitschuk und Walentin Iwanowitsch Chljupin für die beschleunigte Erschließung der Erdöl-Lagerstätten Westsibiriens)[1]